# Киджи Зондадари, Бонавентура
Бонавенту́ра Ки́джи Зондада́ри (итал. Bonaventura Chigi Zondadari; 11 августа 1841 года, Флоренция — 18 ноября 1908 года, Сиена) — Маркиз ди Сан-Квирико (с 8 октября 1897 года). Итальянский государственный деятель. Сенатор Королевства Италия XVIII созыва.

## Биография
В 1877—1908 — привинциальный советник Сиены.
12 января — 31 марта 1897 года — президент Торгово-промышленной палаты Сиены.
С 1899 года — мэр Сиены.
В разное время являлся вице-президентом Аграрного комитета Сиены, руководителем Института изящных искусств в Сиене и членом Академии Fisiocritici в Сиене.
В 1876, 1880, 1882, 1886 и 1890 годах избирался депутатом Палаты депутатов Королевства. Принадлежал к левоцентристам.
10 октября 1892 года назначен, 29 ноября 1892 года утверждён, а 23 ноября 1892 принял присягу сенатора Королевства.

## Культурная деятельность
Считается одной из самых значительных фигур в культурном ландшафте Сиены последней четверти XIX — начала XX века. Особенно важной является его деятельность в области охраны и улучшения состояния культуры, в частности, в деле сохранения памятников истории и культуры Сиены. В 1870-е годы был назначен инспектором королевских руин и памятников Сиены. В этой должности активно занимался сохранением и изучением археологических памятников, как вскрытых случайно, в ходе сельскохозяйственных работ, так и открытых им в результате археологических исследований.